# Constantino Jorge
Constantino Jorge (Thinos, Grecia, 15 de mayo de 1830 - Buenos Aires, Argentina, 4 de noviembre de 1896) fue un marino de origen griego que sirvió en la escuadra de Buenos Aires y en la Armada Argentina. Actuó en la Guerra entre la Confederación Argentina y el Estado de Buenos Aires, en la guerra del Paraguay y en la exploración de la Patagonia.

## Biografía
Constantino Jorge nació en la isla de Thinos, Grecia, el 15 de mayo de 1830, hijo de Juan Jorge Subaili y de María Jorge.
Radicado en el Río de la Plata en 1851 al producirse el pronunciamiento de Urquiza en alianza con el Imperio del Brasil contra Juan Manuel de Rosas, Jorge se embarcó como guardiamarina en la fragata a vapor  portuguesa Dom Afonso (comandante Jesuíno Lamego Costa, futuro Barón de Laguna) con la cual tomó parte en la campaña naval y en la acción de Tonelero.
Caído Rosas, pasó a Buenos Aires y en 1852 fue nombrado ayudante de la Comandancia General de Marina. Iniciada la guerra entre la Confederación Argentina y el Estado de Buenos Aires, Jorge se sumó a la escuadra porteña y el 18 de abril de 1853 asistió al combate de Martín García (1853) en el que la flota porteña al mando del polaco Floriano Zurowski fue derrotada por la de la Confederación Argentina.
Destinado a la goleta 9 de Julio, asistió al breve combate de los Pozos al establecerse el bloqueo de la ciudad. Durante el mismo, persiguió a los buques que deseaban incorporarse a la escuadra de la Confederación en el lanchón Victoria (Lino Adolfo Neves) encontrándose en la acción del Riachuelo. Entregada la escuadra nacional por la traición de su comandante John Halstead Coe, las fuerzas navales del estado de Buenos Aires pasaron nuevamente a la ofensiva.
Ese mismo año Jorge participó en la ocupación de la isla Martín García y en tareas de exploración de los ríos Negro y Colorado en el patacho Maipú, al mando de José Murature.
Intervino en la campaña de El Tala en la que las fuerzas porteñas al mando de Manuel Hornos derrotaron a las de Hilario Lagos en San Pedro.
En 1855 participó de expediciones a Bahía Blanca y Carmen de Patagones. El 18 de agosto de 1857 fue promovido a subteniente y al mando de una compañía estuvo a cargo de la guardia de honor durante la inhumación de los restos del almirante Guillermo Brown.

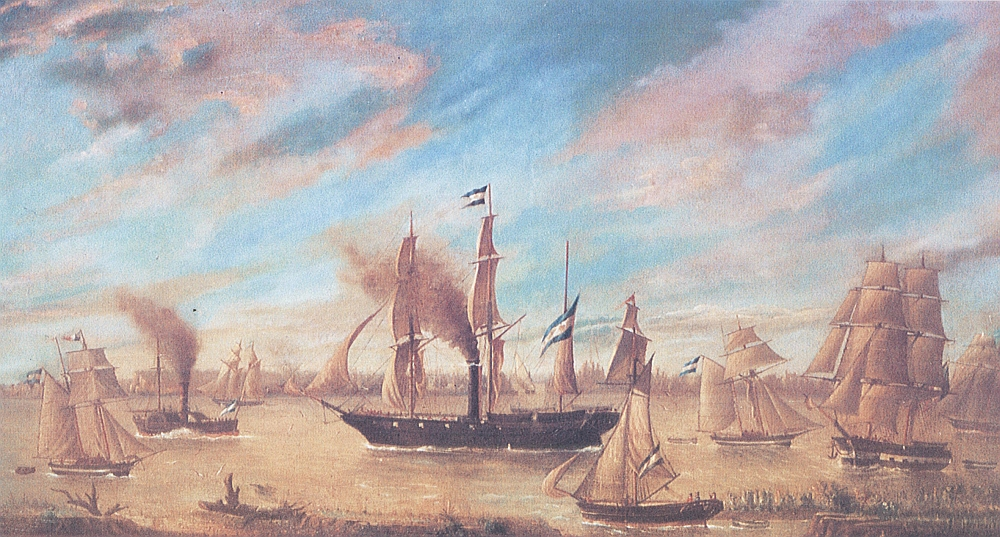
Vapor General Pinto frente a Rosario (óleo de José Murature, ca.1865.

Reiniciado el conflicto por la secesión de Buenos Aires en 1859, Jorge intervino en la expedición naval que a las órdenes de José Murature, y compuesta del vapor Pinto, insignia al mando directo del capitán Antonio Susini y el pequeño vapor Buenos Aires, al mando del capitán Alejandro Murature, su hijo, tras forzar el paso del Rosario el 2 de julio, bloqueó Paraná, capital de la Confederación, impidiendo la movilización de las fuerzas de Urquiza.
El 7 de julio un motín entre la tripulación del Pinto revirtió la grave situación de la Confederación. Durante la lucha fue muerto Alejandro Murature y herido su padre. Jorge, quien dio el alerta de la revuelta e intentó reducirla, fue herido en una mano. El Pinto y su oficialidad fueron conducidos a Paraná. Jorge, al igual que los restantes prisioneros, fue tratados honorablemente y ese mismo año recuperó la libertad, pasando a servir a las órdenes del general José Matías Zapiola en la comandancia general de Puertos.
Promovido a teniente, fue segundo del Caaguazú y asistió a la campaña de Pavón. Pasó luego al vapor Pavón y presenció la rendición de la escuadra de la Confederación en Paraná.
Responsable de conducir a la ciudad de Corrientes al general Pedro Ferré y al doctor Juan Francisco Torrent a cuyas órdenes permaneció hasta que al agravarse sus heridas en 1863 volvió a Buenos Aires a revistar en la Comandancia General de Marina. Repuesto, en 1864 pasó a servir en la frontera de la provincia de Buenos Aires bajo el mando del general Julio de Vedia con guarnición en Nueve de Julio (Buenos Aires) y al siguiente año actuó al servicio del gobernador provincial Mariano Saavedra
En 1868 volvió a la marina y con el grado de capitán se hizo cargo del mando del vapor Argos. Durante la Guerra de la Triple Alianza contra Paraguay participó de las operaciones navales de apoyo en la Batalla de Lomas Valentinas y en 1869 fue ayudante del ministro de relaciones exteriores Mariano Varela.
En 1870 actuó como comandante en Martín García y prestó servicios con el general José María Bustillo. En 1871 recibió el encargo de vigilar la Boca del Bravo, sobre el Paraná Guazú, pero enfermó por la Fiebre amarilla en Buenos Aires.
Al estallar la segunda rebelión Jordanista en 1873, Jorge actuó para la Comandancia General de Marina en tareas destinadas a impedir el paso de refuerzos y pertrechos desde Uruguay, destruir las baterías rebeldes en Landa y transportar suministros al ejército nacional desplegado en la provincia de Entre Ríos.
Durante la revolución de 1874 apoyó a las autoridades. Jefe de la ayudantía de la Comandancia del Puerto de  Buenos Aires, en 1878 fue ascendido a sargento mayor y en el mes de noviembre fue designado segundo al mando del monitor El Plata, parte de la Escuadra de Sarmiento.
Al mando del Santa Cruz efectuó misiones en la Patagonia argentina en el marco de la Conquista del Desierto hasta que en 1880 regresó a la Comandancia de Marina. En 1888 fue ascendido a capitán de fragata y obtuvo la medalla acordada a los participantes de la Campaña del Río Negro y Patagonia. En 1890 fue condecorado por el gobierno argentino por la campaña del Paraguay, en 1891 por el brasilero y en 1894 por el uruguayo.
En 1895 pasó a retiro. Falleció en Buenos Aires el 4 de noviembre de 1896.
Estaba casado con Isidora Pérez. Uno de sus hijos fue el funcionario y periodista Juan Esteban Jorge (1857-1891).
Homenajes:
Se lo recuerda en el día de su fallecimiento en las efemérides navales de la Armada Argentina.
El 4 de noviembre de 1896 Fallece el Capitán de Fragata Constantino Jorge, nacido en la ciudad de Thinos,
Grecia. Actuó en la guerra contra el Paraguay y en las acciones que la Escuadra del Estado de
Buenos Aires libró contra la Flota de la Confederación Argentina. Intervino en la campaña de
exploración del río Negro; tuvo activa actuación en la Patagonia.
En el año 2017 al cumplirse el 121 aniversario del fallecimiento del Capitán de fragata Constantino Jorge por una iniciativa del miembro de número y delegado del Instituto Nacional Browniano de Lanús Sr. César Villamayor Revythis el Centro Naval coloca una nueva placa identificatória donde encuentran sus restos mortales en el panteón naval del Cementerio de la Chacarita, luego en conjunto con la Asociación Colectividad Helénica Sócrates de Remedios de Escalada se coloca un placa homenaje.
El día 7 de abril de 2022 el  presidente de la comisión homenaje permanente a los marinos griegos héroes de Argentina, César Villamayor Revythis hace entrega a las autoridades del Centro Naval  una placa homenaje en recordación de quién fuera su socio histórico el CF. Constantino Jorge.
El día 30 de octubre de 2023 el  presidente de la comisión homenaje permanente a los marinos griegos héroes de Argentina y director del proyecto artístico la patria en el mar, César Villamayor Revythis inaugura la muestra en el Centro Naval presentando el cuadro del CF. Constantino Jorge realizado por el artista Miguel Leonardi